# 永定区 (竜岩市)
永定区（えいてい-く）は中華人民共和国福建省竜岩市に位置する市轄区。

## 歴史
1478年（成化14年）、上杭県から分割され永定県が設置された。
2015年2月、永定県が廃止され、永定区に設置された。

## 行政区画
下部に1街道、15鎮、8郷を管轄する
- 街道
  - 鳳城街道
- 鎮
  - 坎市鎮、下洋鎮、湖雷鎮、高陂鎮、撫市鎮、湖坑鎮、培豊鎮、竜潭鎮、峰市鎮、城郊鎮、仙師鎮、虎崗鎮、高頭鎮、洪山鎮、金砂鎮
- 郷
  - 西渓郷、湖山郷、岐嶺郷、古竹郷、堂堡郷、合渓郷、大渓郷、陳東郷

## 交通

### 鉄道
- 中国鉄路総公司
  - 漳竜線
    - 永定駅

### バス
- 土楼バス停 - 土楼民族文化村正面ゲートの向いに在り

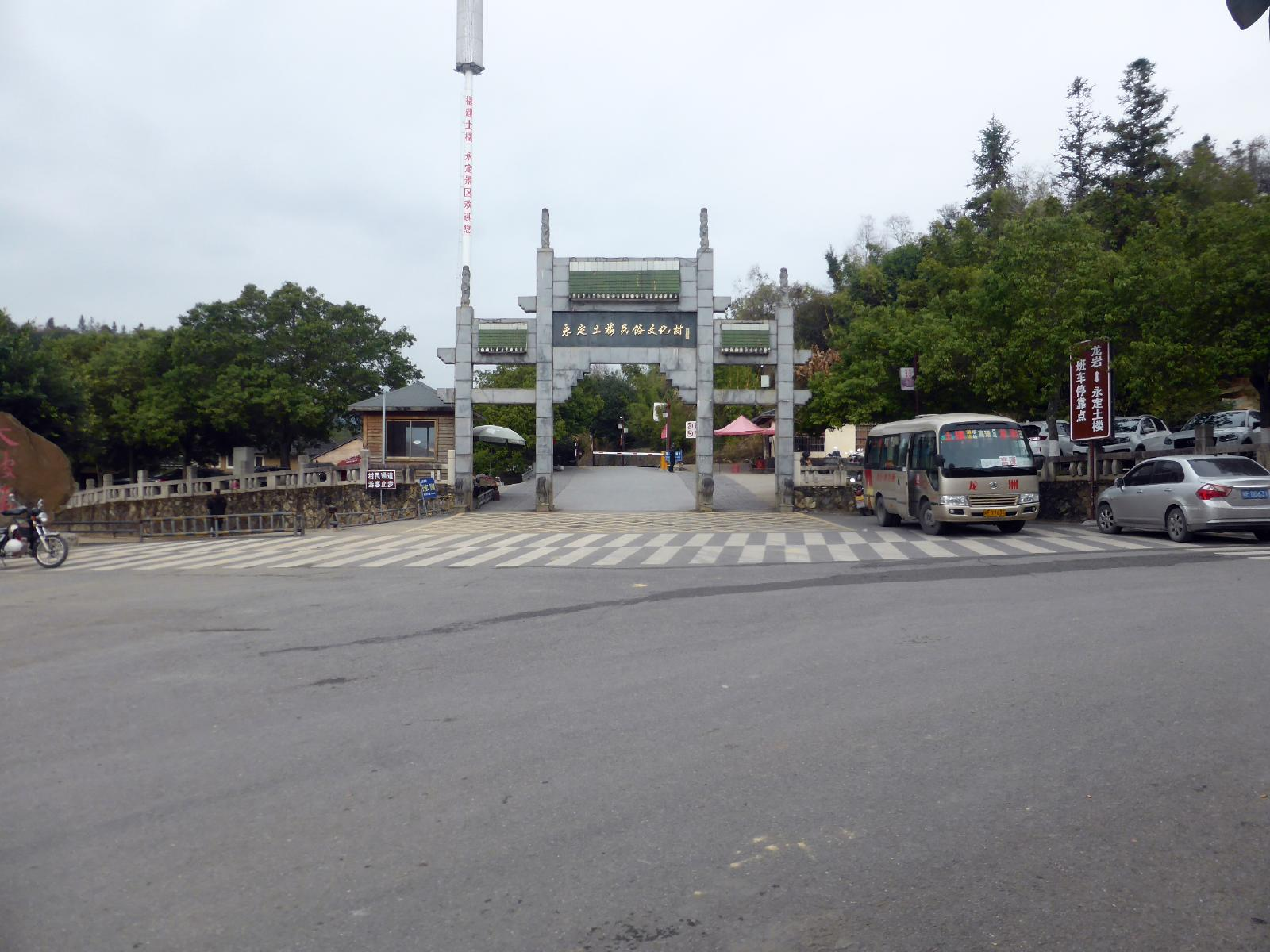
土楼民族文化村正門
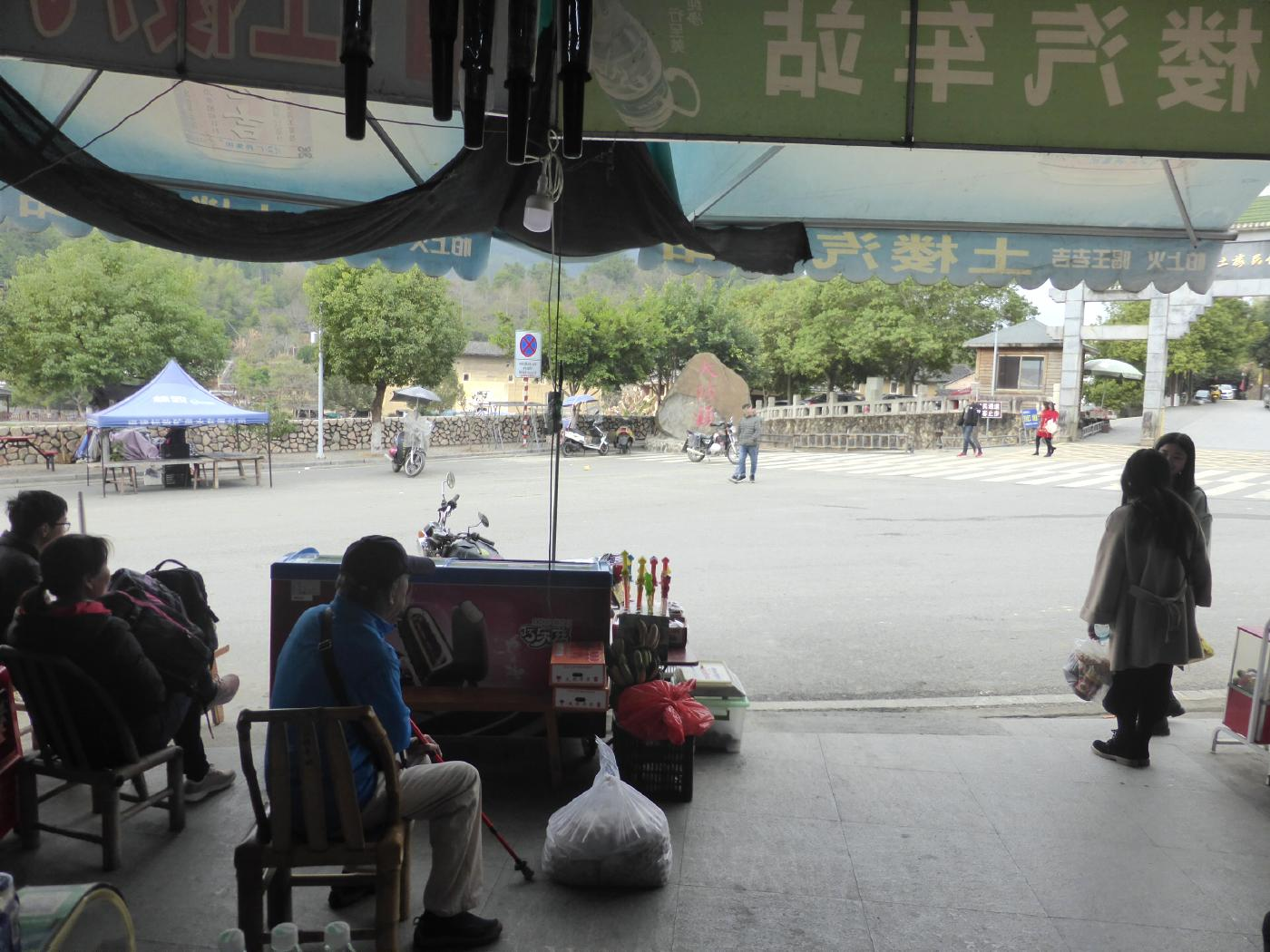
土楼バス停から土楼民族文化村を見る
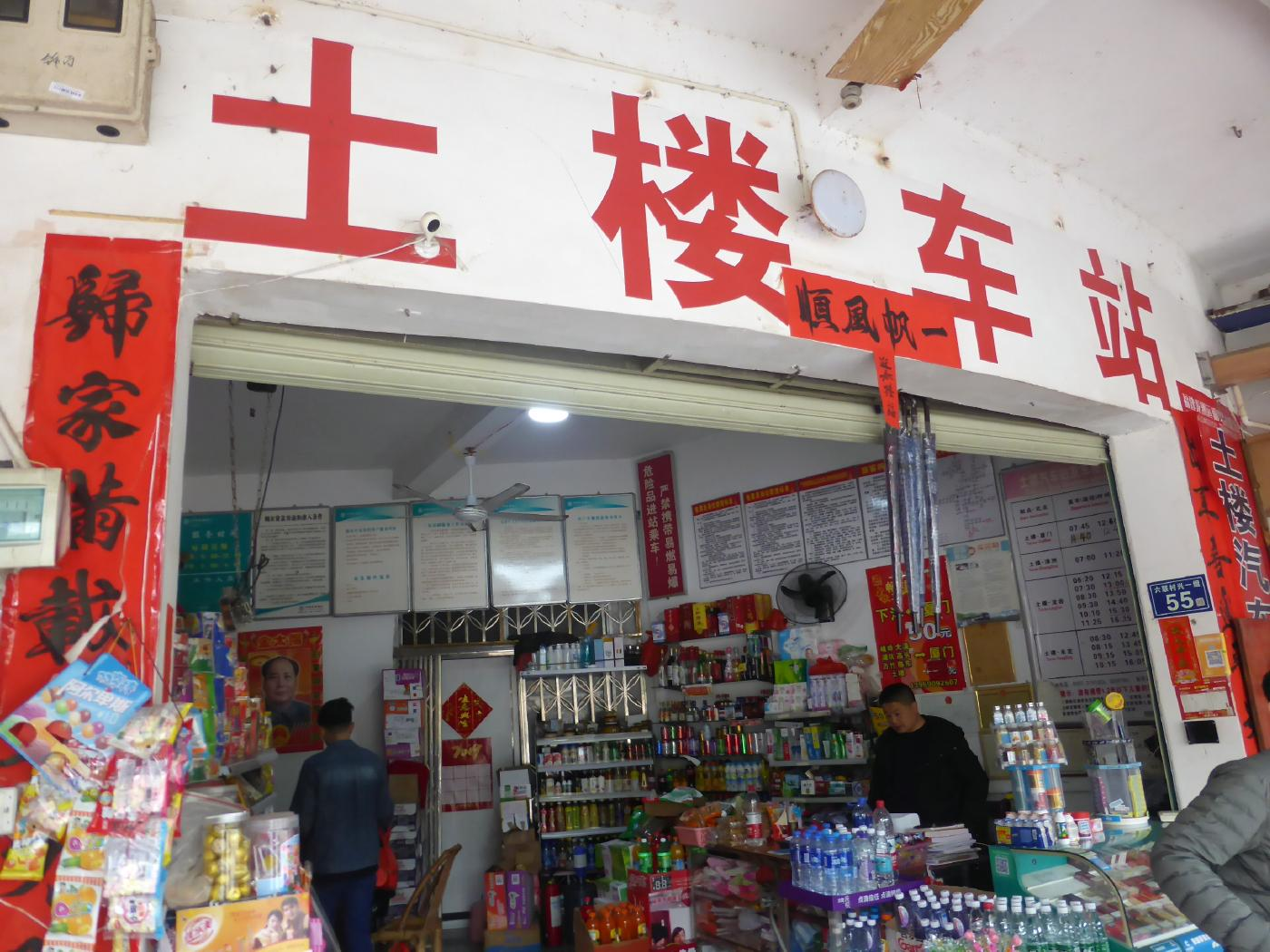
雑貨店内部にある土楼バス停
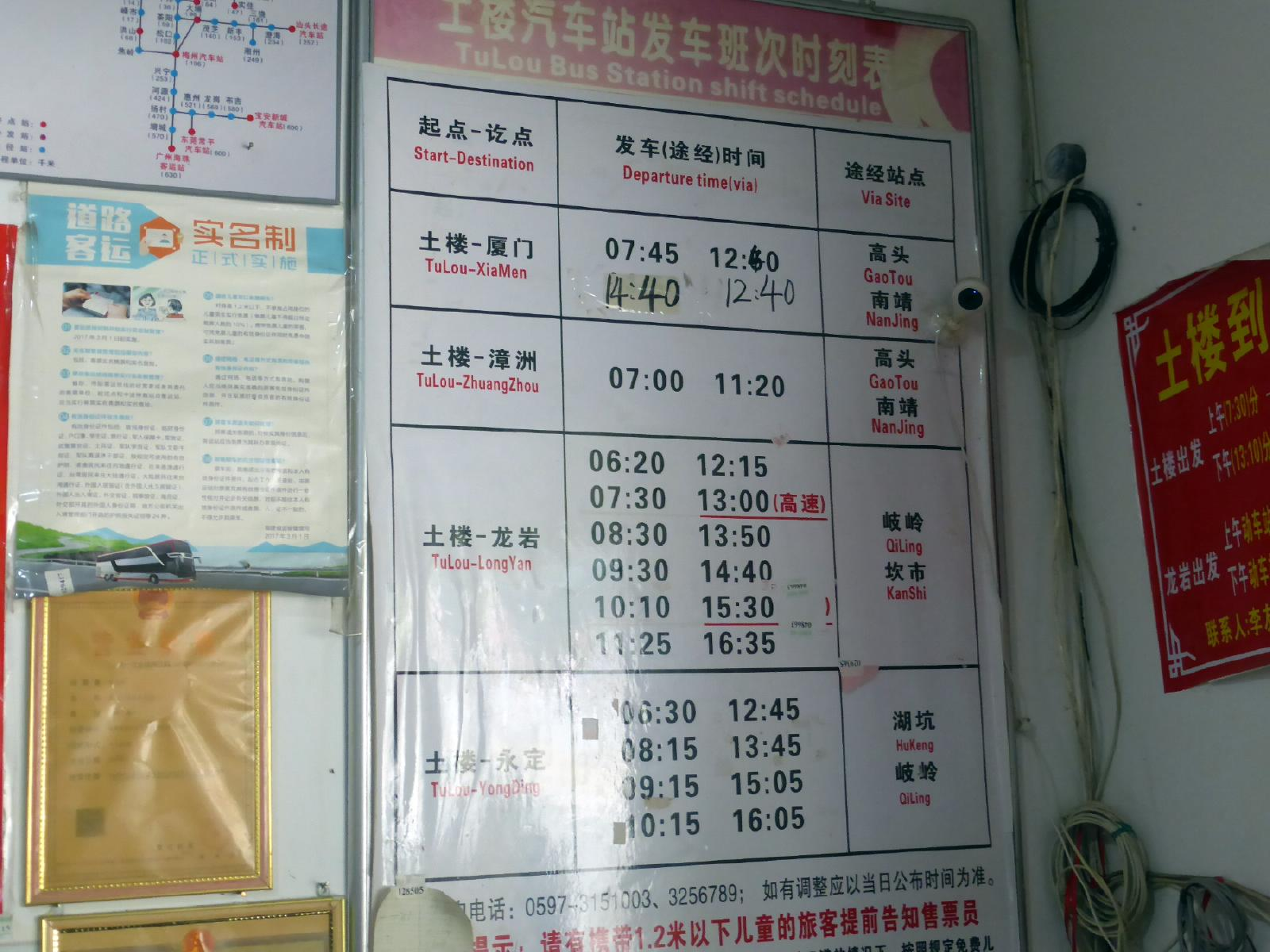
土楼時刻表。市街地と土楼との間は頻繁

### 道路
- 高速道路
  - 莆永高速道路
  - 永定高速道路

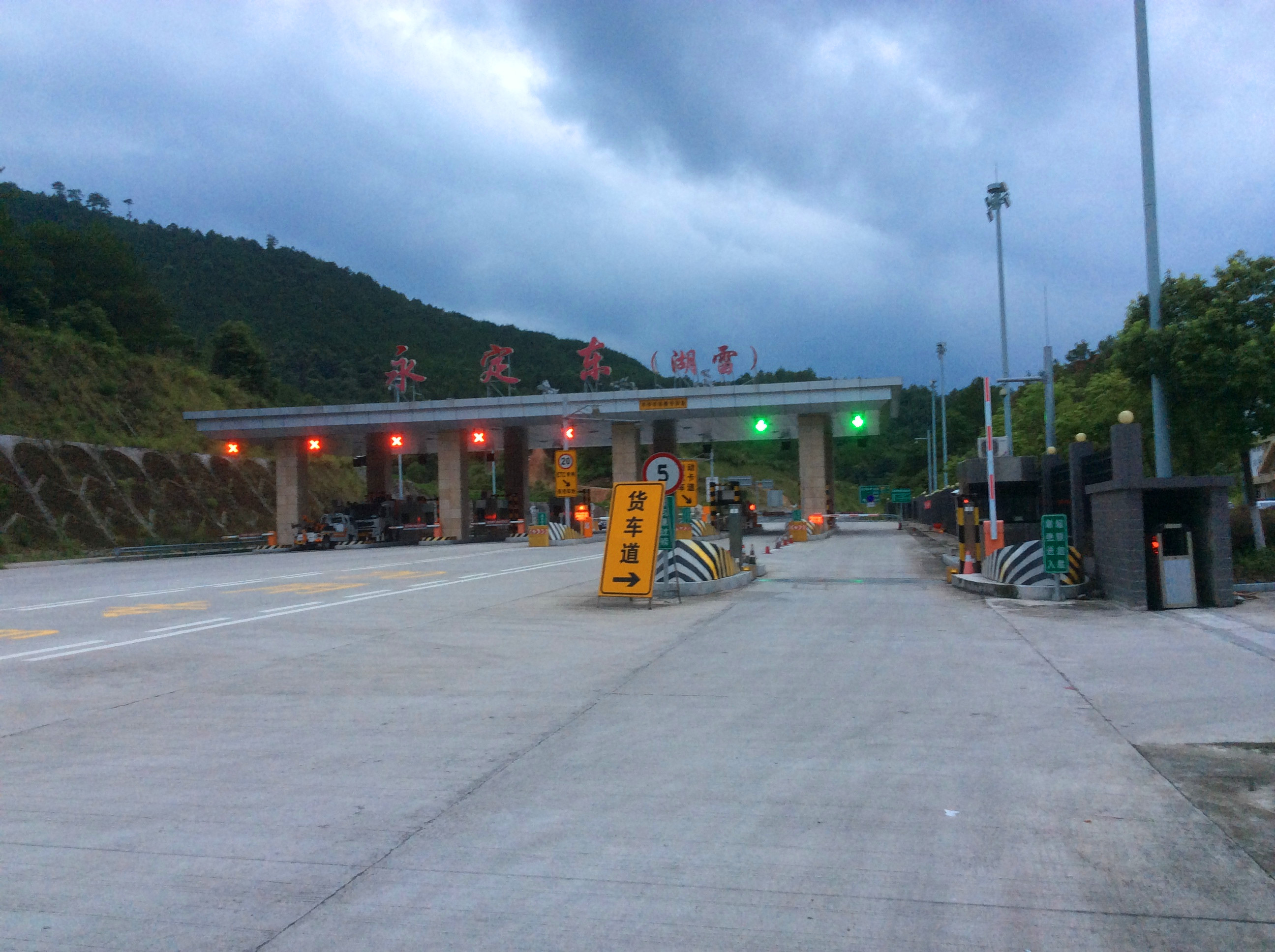
莆永高速道路永定東インターチェンジ

## 観光
- 土楼民族文化村 - 洪坑土楼群の振成楼、福裕楼（方形土楼の一つで総面積7,000平方メートル）、奎聚楼、最小の円楼と言われる如昇楼、遺経楼が存在。
- 南渓土楼群 - 湖坑鎮西片村。振福楼、衍香楼、環極楼。
- 大夫第 - 高陂鎮大塘角村。大夫第は五鳳楼（東・中央・西・南・北の5つの方位を色の異なる5種類の鳳凰で示している）の一つ。円楼や方楼と違い五鳳楼は居住者の序列により住む部屋が区分されている。
- 高北土楼群 - 高頭郷高北村。1709年に着工された承啓楼は土楼王とも称されている。
- 初渓土楼群 - 下洋鎮初渓村。集慶楼は15世紀前半に建設。村に5つある円楼で最大。単元式土楼は通常階段は部屋内部にあるが、この楼は外部に取り付けられている。